# Frankliniella
Frankliniella è un genere di insetti appartenente alla famiglia dei Tripidi.
Tra le specie appartenenti a questo genere ve ne sono alcune molto dannose per le piante da frutto, come Frankliniella tritici e Frankliniella occidentalis.